# Bain Commercial Building

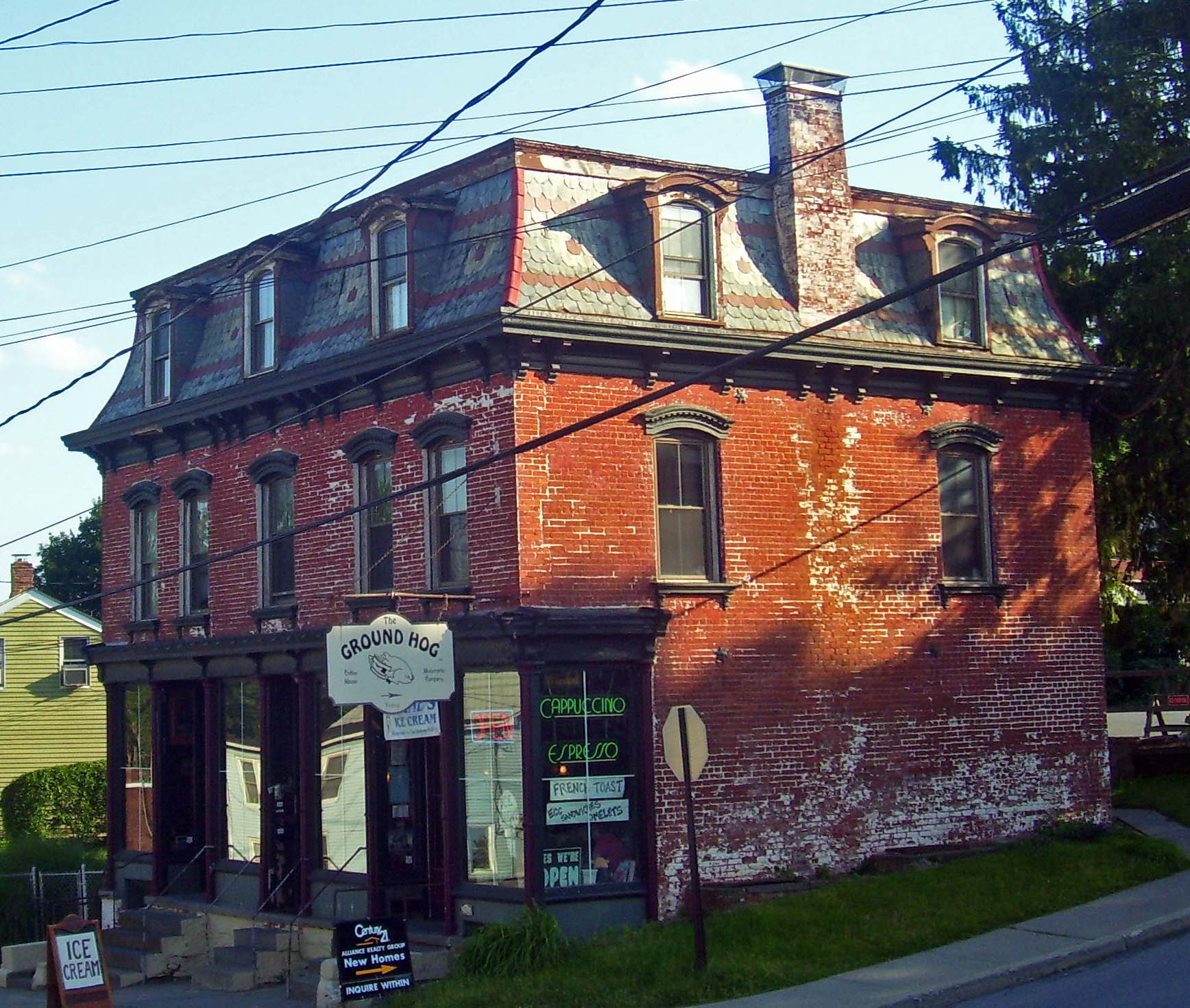
Nordöstliche Ecke des Gebäudes.

Das Bain Commercial Building ist ein Ziegelsteingebäude aus dem späten 19. Jahrhundert und steht an der Ecke zwischen Church Street und West Main Street (NY-9D) in Wappingers Falls, New York. Es wurde 1984 dem National Register of Historic Places hinzugefügt.
Bei dem Gebäude handelt es sich um das einzige intakt gebliebene Gebäude im Architekturstil des Second Empire in diesem Village. Es handelt sich dabei auch um eine der wenigen historischen Bauwerke in dem westlich von Wappingers Creek liegenden Teil der Town of Poughkeepsie, der einst Channingville war, bevor diese Siedlung 1871 mit Wappingers Falls zusammengeschlossen wurde. Das Gebäude wurde seit seinem Bau kaum verändert und dient in den oberen Etagen als Mehrfamilienhaus und auf Straßenebene der Nutzung zu Gewerbezwecken.

## Gebäude
Das zweistöckige Gebäude hat jeweils fünf Joche in Länge und Breite und weist das typische Merkmal des Second Empire auf, ein in mehreren Farben gedecktes Mansardendach aus Schieferplatten. Das Fundament des Gebäudes ist in den Hang gebaut, sodass an der Vorderfront des Hauses einige Stufen notwendig sind, um den Eingang zu erreichen. Der zentral angeordnete Eingang zum oberen Stock ist flankiert von dreiteiligen Ladenfronten, deren Eingänge von jeweils zwei großen Fenstern umgeben sind.
Die Dachtraufe ist mit Auslegern und einem vertäfelten Gesims verschmückt, die in kleinerer, weniger ornamentreicher Weise oberhalb der Ladenfronten wiederholt wird. Im zweiten Stockwerk befinden sich fünf Fenster, hinzu kommen drei Erkerfenster auf dem Dach, das von Kaminen in der Mitte der nördlichen beziehungsweise südlichen Seite unterbrochen wird. Säulen aus Gusseisen unterstützen den Bau, wo die Fassadenelemente sich kreuzen.
Um die veränderte Nutzung des Baus als Apartmentgebäude zu vereinfachen, wurden an der Rückseite hölzerne Treppen und Schuppen hinzugefügt, wobei einer davon ursprünglich ist.

## Geschichte
Es wird angenommen, dass die Familie Bain das Haus 1875 erbauen ließ, kurz nachdem Channingville ein Teil von Wappingers Falls wurde. Das Haus war sowohl Wohnsitz als auch Geschäftsbetrieb der Familie, wobei der zweite Ladens möglicherweise vermietet war.
Im zwanzigsten Jahrhundert, als die Industrie im Ort langsam zurückging, wurden durch die Nachkommen der Familie Bain, die das Haus immer noch besaßen, die Wohnungen im zweiten Stock zu Apartments umgewandelt und die notwendigen Umbauten vorgenommen. Die gemischte Nutzung des Hauses besteht noch heute.

## Einzelbauwerk
Einzelstehende kommerziell genutzte Gebäude des Second Empire sind nicht üblich in einer urbanen oder suburbanen Umgebung; das Bain-Gebäude zeugt somit von der wenig entwickelten Besiedlung in Channingville zur damaligen Zeit, insbesondere durch seine Entfernung vom Back und dem Wappingers Falls Historic District. Durch seinen Einzelstandort wurden verschiedene verfeinerte Anpassungen des Baustils möglich, etwa an der Dachtraufe, die Anordnung der abgeschrägten oberen Fenster und das mehrfarbige Schieferdach.